# 세미텍
세미텍은 대한민국의 기업이다. 본사는 경기도 화성시 동탄면 동탄산단6길 15-23에 위치해 있으며 대표이사는 이원준이다.

## 상장
2008/05/23에 공모가 5,000원에 코스닥 시장에 상장하였다.

## 참고문헌
1. ↑  충북대-네오세미텍, 이차전지 전문인력 채용연계 사업 추진, 인더스트리뉴스, 2022.09.29
2. ↑  인피니언 테크놀로지스 파워세미텍(주), 천안시복지재단에 후원금 1000만원 전달, DT뉴스24, 2023.03.24
3. ↑  세미콘라이트, 중국 화찬세미텍과 특허 라이선스 계약, 디일렉, 2020-12-20